# Melanolophia isoforma
Melanolophia isoforma là một loài bướm đêm trong họ Geometridae.